# 장진호 (호수)
장진호(長津湖)는 장진강에 댐을 설치하여 만든 인공호(人工湖)로 함경남도 장진군에 있다. 유역변경식 발전으로 성천강의 지류 흑림천으로 물을 돌려 장진강발전소를 가동시킨다.
장진강 하류에는 또다른 발전소와 인공호인 랑림호가 있어 제2 장진호라고 부르기도 한다. 마찬가지로 유역변경식 발전을 하는 인공호수이다. 

## 같이 보기
- 장진강
- 랑림호
- 장진선
- 장진호 전투